# Villa Caliari Bembo
Situata al centro di Casale sul Sile, Villa Caliari-Bembo è una villa veneta risalente alla fine del XVI secolo . Chiamata anche Villa Caliari Fantinelli-Bembo o Villa Caliari-Bembo-Tonolo, deve il suo nome alle numerose famiglie che si sono susseguite nel corso del tempo.  Dal 1996 la villa ospita la biblioteca comunale e l'archivio storico .

## Storia

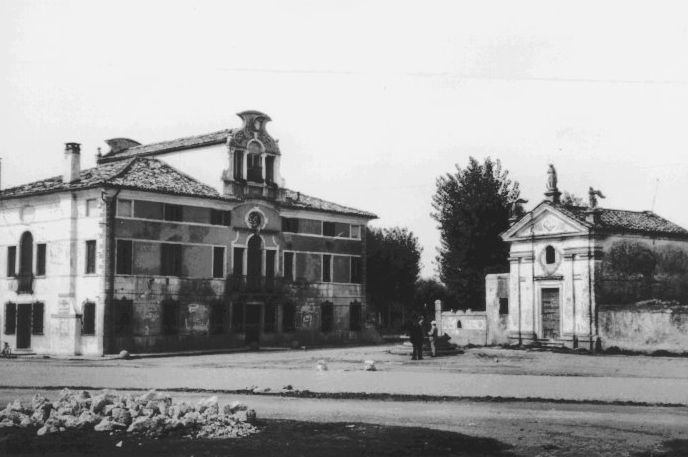
Foto d'archivio di Villa Caliari Bembo, Casale sul Sile

Le sue origini sono legate alla nobile famiglia Caliari, che annovera tra i suoi membri il celebre pittore Paolo Veronese . Tra la fine del Seicento e inizio Settecento, la villa passò ai Bembo, altra illustre famiglia veneziana. Nel Settecento, subì un rifacimento in linea con i gusti dell'epoca, come testimoniano gli affreschi che adornano le sue sale .
Durante il regime fascista, la villa venne acquisita dalla federazione fascista di Treviso e adibita a Casa del Fascio comunale . Nel secondo dopoguerra divenne rifugio per famiglie sfollate e nel 1968 fu acquistata dal Comune, che si impegnò nell'arduo compito di restauro e recupero della struttura  . La villa restaurata venne inaugurata nel 1995 e dal 1996 custodisce l'archivio storico e la biblioteca comunale .

## Descrizione

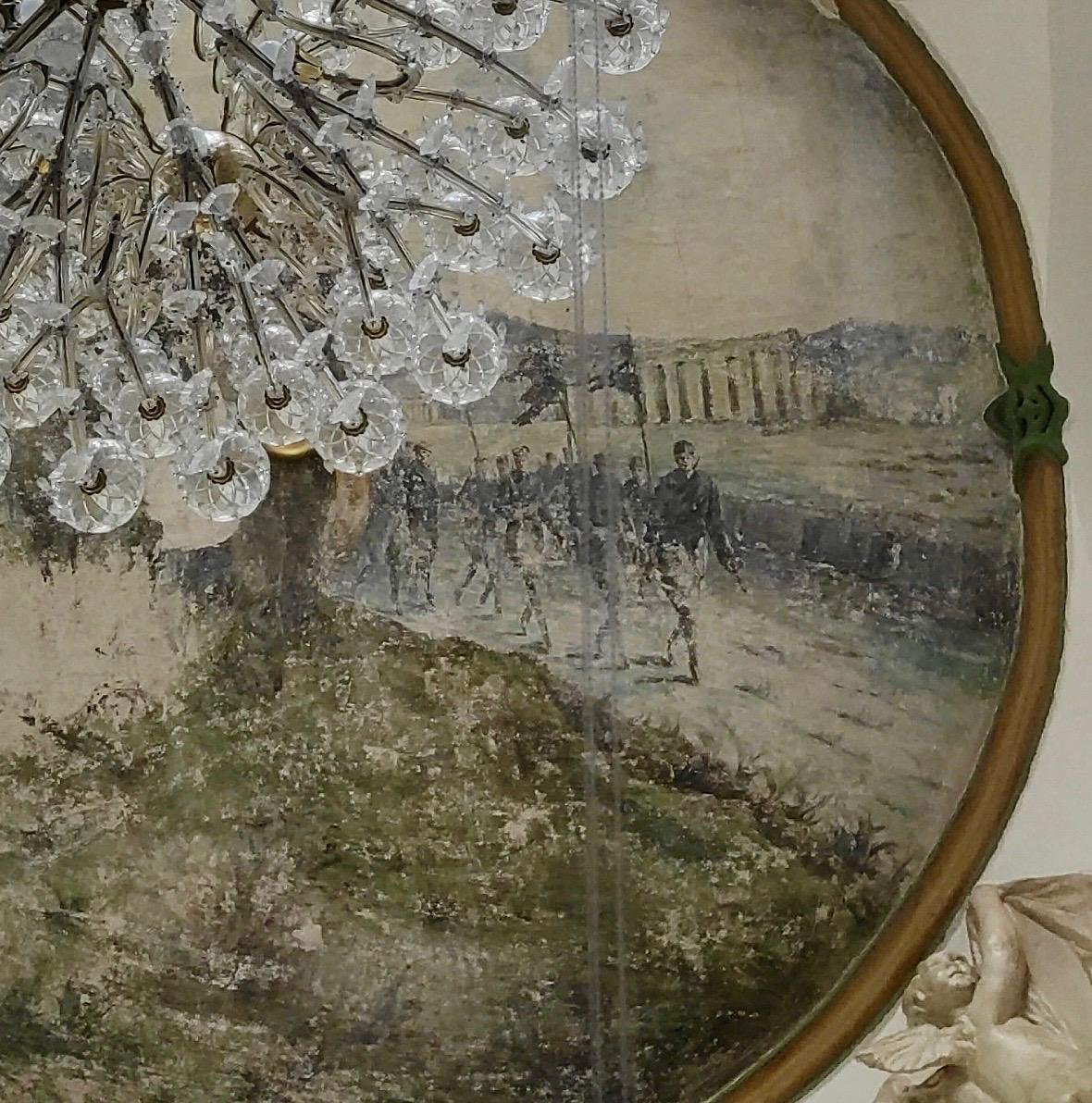
Particolare dell'affresco sul soffitto di Villa Bembo Caliari di epoca fascista

La villa, in stile palladiano, è composta da una pianta a croce su tre piani . I primi due livelli ospitano quattro stanze ciascuno, oltre a una loggia a doppia altezza che conferisce ampiezza e luminosità agli ambienti. Le due facciate principali, simmetriche e prospicienti rispettivamente verso sud e nord, sono state modificate nel Settecento e sono rivestite in pietra di taglio, materiale non comune nella zona .
Gli interni sono decorati da molti affreschi e decorazioni a stucco in diversi stili. Come era gusto per l'epoca sono numerosi i trompe-l'œil, in questo caso rappresentati da porte e finestre dipinte. Molte di queste decorazioni risalgono al Settecento, ma sono presenti anche molte modifiche e aggiunte datate nei secoli successivi . Questi elementi riflettono i mutamenti di gusto e le diverse destinazioni d'uso che la villa ha assunto nel corso dei secoli: un esempio fra tutti è rappresentato dal grande affresco sul soffitto, dove sono ancora visibili le modifiche e le aggiunte apportate durante il periodo fascista, testimonianza tangibile della storia mutevole dell'edificio.
Fanno parte del complesso originario la villa, la chiesetta intitolata alla Visitazione della Vergine a santa Elisabetta e i giardini, divenuti di proprietà dell'istituto scolastico .